# Туфатуллин, Амир Михайлович
Амир Михайлович Туфатуллин (4 апреля 1932, Магнитогорск — 10 марта 2010, Казань) — советский футболист, нападающий, футбольный судья.

## Биография
В начале взрослой карьеры выступал за команды «Искра» и «Металлург» (Магнитогорск) в соревнованиях КФК. В 1953 году дебютировал в соревнованиях мастеров в составе челябинского «Авангарда».
В ходе сезона 1954 года перешёл в свердловский ОДО (позднее — СКВО). В 1955 году стал победителем турнира группы «Б», будучи основным игроком клуба. Однако после выхода команды в класс «А» потерял место в составе. В высшей лиге сыграл только один матч — 25 апреля 1956 года против московского «Торпедо».
В ходе сезона 1957 года вернулся в Челябинск и стал выступать за местный «Локомотив», затем снова играл за магнитогорский «Металлург». В 1961 году перешёл в казанскую «Искру» и в том же сезоне стал лучшим бомбардиром клуба с 17 голами. В конце карьеры выступал за «Прогресс» (Зеленодольск) и снова за «Искру».
В 1970-е и 1980-е годы работал футбольным арбитром на матчах низших лиг. В высшей лиге был только судьёй на линии, принял участие в 22 матчах в 1976—1982 годах. Имел всесоюзную судейскую категорию (27.05.1982).
Также работал детско-юношеским тренером в группах подготовки футболистов «Рубина». В 1971—1972 годах работал начальником команды «Рубин», в межсезонье некоторое время исполнял обязанности главного тренера.
Скончался в Казани 10 марта 2010 года на 78-м году жизни.